# 拉沙佩勒多雷克
拉沙佩勒多雷克（法語：La Chapelle-d'Aurec，法語發音：[la ʃapɛl doʁɛk]）是法国上卢瓦尔省的一个市镇，位于该省东北部，卢瓦尔河右岸，属于伊桑若区。

## 地理
拉沙佩勒多雷克（45°20'6"N, 4°12'24"E）面积11.79 平方千米，位于法国奥弗涅-罗讷-阿尔卑斯大区上盧瓦爾省，该省份为法国中南部省份，北起多姆山省和卢瓦尔省，西接康塔爾省，南至洛泽尔省，东临阿尔代什省。
与拉沙佩勒多雷克接壤的市镇（或旧市镇、城区）包括：卢瓦尔河畔欧雷克、巴斯昂巴塞、马尔瓦莱特、卢瓦尔河畔莫尼斯特罗勒、蓬萨洛蒙。
拉沙佩勒多雷克的时区为UTC+01:00、UTC+02:00（夏令时）。

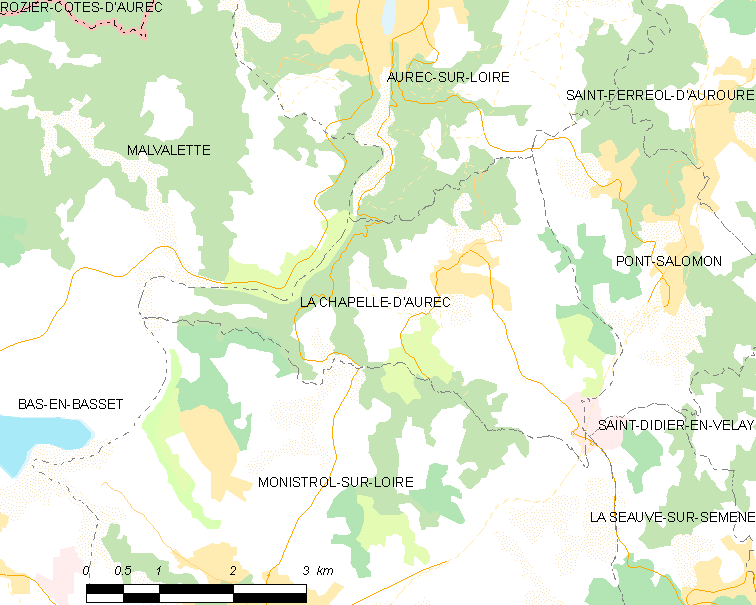
拉沙佩勒多雷克的OSM定位图

## 行政
拉沙佩勒多雷克的邮政编码为43120，INSEE市镇编码为43058。

## 政治
拉沙佩勒多雷克所属的省级选区为卢瓦尔河畔莫尼斯特罗勒县。

## 交通
上卢瓦尔省省道D47线和D471线经过境内。

## 人口

1962-2008年间拉沙佩勒多雷克人口变化图示

拉沙佩勒多雷克于2022年1月1日时的人口数量为1111人。